# Cooper T51
Chronologie des modèles (1959-1960-1961)
Cooper T45 Cooper T53
La Cooper T51 est une monoplace engagée en Formule 1 et en Formule 2 à la fin des années 1950 et au début des années 1960. Elle révolutionne la course automobile avec l'utilisation du moteur en position centrale-arrière. Elle permet à son écurie, Cooper Car Company de devenir championne du monde des constructeurs en 1959 et à l'Australien Jack Brabham de devenir champion du monde des pilotes la même année.
Une version streamliner a été testée lors des essais libres du Grand Prix automobile de France 1959 .